# William Gregor
William Gregor (ur. 25 grudnia 1761 w Trewarthenick, zm. 11 czerwca 1817 w Creed) – angielski duchowny i mineralog, odkrywca tytanu.
Ukończył w 1784 roku St John’s College na Uniwersytecie Cambridge . Następnie przeprowadził się do Devonu, gdzie założył rodzinę i zamieszkał na plebanii w miejscowości Creed w Kornwalii.
Zajmował się badaniem kornwalijskich minerałów. W 1791 roku badając ilmenity wyodrębnił z nich nieznany metal, który pierwotnie nazwał manakanit. Również w 1791 roku niemiecki chemik Martin Heinrich Klaproth niezależnie od Gregora uzyskał ten sam metal i nie wiedząc o jego odkryciu nazwał go tytanem (od tytanów z mitologii greckiej). Ustalono później, że jako pierwszy odkrycia dokonał Gregor i jemu przyznano pierwszeństwo, pozostawiono jednak nazwę nadaną nowemu pierwiastkowi przez Klaprotha.